# Ентоні Торлаццо
Ентоні Торлаццо (італ. Tony Terlazzo, 28 липня 1911 — 26 березня 1966) — італійський важкоатлет.
Олімпійський чемпіон 1936 року в категорії до 60 кг, бронзовий призер 1932 року в категорії до 60 кг.
Чемпіон світу 1937 (до 67,5 кг), 1938 (до 67,5 кг) років.